# コルチェレーザ
コルチェレーザ（伊: Colceresa）は、イタリア共和国ヴェネト州ヴィチェンツァ県にある、人口約5,900人の基礎自治体（コムーネ）。
2019年2月20日にマゾーン・ヴィチェンティーノとモルヴェーナが合併して発足した。

## 地理

### 位置・広がり

#### 隣接コムーネ
隣接するコムーネは以下の通り。
- ブレガンツェ
- ファーラ・ヴィチェンティーノ
- マロースティカ
- ピアネッツェ
- サルチェード (Salcedo)
- スキアヴォーン

### 地震分類
イタリアの地震リスク階級 (it) では、zona 2 (sismicità media) に分類される。

## 行政

### 分離集落
コルチェレーザには、以下の分離集落（フラツィオーネ）がある。
- Mason Vicentino, Molvena, Mure, Villa di Molvena, Villaraspa